# Condado de Fayette (Texas)
O Condado de Fayette é um dos 254 condados do estado norte-americano do Texas. A sede do condado é La Grange, e sua maior cidade é La Grange.
O condado possui uma área de 2 486 km² (dos quais 25 km² estão cobertos por água), uma população de 21 804 habitantes, e uma densidade populacional de 9 hab/km² (segundo o censo nacional de 2000).
O condado foi fundado em 1837.